# Janet Tracy Keijser
Janet Tracy Keijser (* in Calgary, Alberta) ist eine kanadische Schauspielerin.

## Leben
Keijser wurde im kanadischen Calgary geboren. Neben Englisch spricht sie auch Spanisch. An der University of California, Los Angeles studierte sie Stand-up-Comedy und Theaterschauspiel. Zwischen 1989 und 1990 wirkte sie in der Fernsehserie Freddy’s Nightmares: A Nightmare on Elm Street – Die Serie, unter anderen in einer Episode als Episodendarstellerin, mit. Nach weiteren Besetzungen in einzelnen Episoden verschiedener Fernseh- und Dokuserien gab sie 1999 in Hidden Beauties und Haunted Hill ihr Filmschauspieldebüt. 2004 war sie als Hauptdarstellerin in der Rolle der Larissa Morgan im Film The Halfway House zu sehen. 2011 war sie in der Low-Budget-Filmproduktion 200 MPH in der größeren Rolle der Debbie Merchant zu sehen. 2017 spielte sie im Thriller Nursery Rhyme die Hauptrolle der Mary Hubbard.

## Filmografie (Auswahl)
- 1990: Freddy’s Nightmares: A Nightmare on Elm Street – Die Serie (Freddy’s Nightmares, Fernsehserie, Episode 2x20)
- 1995: Rescue 911 (Fernsehdokuserie, Episode 7x01)
- 1997: Perversions of Science (Fernsehserie, Episode 1x04)
- 1999: Hidden Beauties
- 1999: Haunted Hill (House on Haunted Hill)
- 1999: You Be the Judge (Fernsehdokuserie, Episode 1x01)
- 2000: The Others (Fernsehserie, Episode 1x03)
- 2000: Dead 7
- 2001: Die Liebesbucht (Passion Cove, Fernsehserie, Episode 2x12)
- 2001: The Zombie Chronicles
- 2002: Demon’s Kiss
- 2002: I Can Still Tell Your Wife Bill.com
- 2002: Witchcraft XII: In the Lair of the Serpent
- 2003: What Should You Do? (Fernsehserie, 1 Episode)
- 2004: The Halfway House
- 2004: Grave Tales
- 2004: Lustvolle Nächte (Black Tie Nights, Fernsehserie, Episode 1x08)
- 2006: Stranger Adventures (Fernsehserie, Episode 1x03)
- 2006: Psychon Invaders
- 2007: Gyonshi
- 2007: Cold Ones
- 2008: Dead Country
- 2008: Parasomnia
- 2008: Schism
- 2008–2009: I Didn’t Know I Was Pregnant (Fernsehserie, 2 Episoden)
- 2009: Mister Dissolute
- 2011: 200 MPH (200 M.P.H.)
- 2011: All My Children (Fernsehserie, Episode 1x10637)
- 2011: Angels Among Us (Fernsehserie, 1 Episode)
- 2011: Got Home Alive (Fernsehdokuserie, Episode 1x03)
- 2012: 30 (Fernsehserie)
- 2014: Fatales Vertrauen – Dem Mörder so nah (Unusual Suspects, Fernsehdokuserie, Episode 6x10)
- 2014: The Day of the Living Dead (Lazarus: Apocalypse)
- 2016: Mud Man
- 2017: Nursery Rhyme